# Carlos de la Mota
Carlos de la Mota (La Vega, República Dominicana, 19 de octubre de 1975) es un arquitecto, actor y cantante dominicano. Su carrera como actor comenzó en 2003 logrando cuatro años después el reconocimiento de la crítica recibiendo una «Distinción Honorífica», por interpretar al británico James O’Brian en la múltipremiada telenovela Destilando amor del productor Nicandro Díaz González.

## Biografía

### Primeros años
Nació en La Vega, en la región norte de la República Dominicana. Durante los primeros años de su vida vivió en la ciudad de Nueva York (Estados Unidos) y posteriormente en Santo Domingo (capital de República Dominicana). Desde temprana edad domina el idioma inglés con una excelente precisión y fluidez. Durante su infancia y adolescencia siempre se destacó por su habilidad y destreza en el béisbol y su gran capacidad para las matemáticas.

### Carrera universitaria
En Santiago de los Caballeros (República Dominicana), con apenas 23 años, se graduó de arquitecto en la Pontificia Universidad Católica Madre y Maestra, profesión que comenzó a ejercer inmediatamente tras graduarse (trabajando en una institución gubernamental) y a la que se dedicó de manera exclusiva durante algunos años. Luego de trabajar para el gobierno dominicano como arquitecto, se trasladó a México, donde decide comenzar una carrera como actor sin dejar de ejercer la arquitectura.

## Carrera artística
Se graduó del Centro de Educación Artística (CEA) de Televisa como actor en México D.F. (capital de México) a los 26 años. Hizo su debut como actor por primera vez frente a las cámaras en la popular telenovela juvenil Clase 406 en 2003. 
Ese mismo año actuó en la película Sangre de Cuba, coproducción dominicana, alemana y estadounidense. 
En teatro, debutó como protagonista principal en el musical Grease, interpretando al rebelde Danny Zuko; y participó en producciones teatrales, como en el musical Dirty dancing. 
Además, ha sido anfitrión de varios programas y eventos televisivos, tanto en la República Dominicana como en México. 
En 2005 formó parte del cortometraje Yo también te quiero, dirigido por el cineasta mexicano Jack Zagha. El cortometraje ganó el «Coral» en el Festival Internacional del Nuevo Cine Latinoamericano de La Habana en Cuba y seleccionado oficial en el Festival Internacional de Cine de Róterdam en Europa, convirtiéndose en el más visto de México. 
Ese mismo año interpretó a Germán Garza en la telenovela mexicana-estadounidense Corazón partido (grabada íntegramente en Estados Unidos). Dicha telenovela fue coproducida por Argos Comunicación y Telemundo. 
En 2006 trabajó como protagonista en episodios de la serie latina Decisiones como «Visa de compromiso», «Una apuesta especial» y «Pasiones fingidas», a través de las pantallas de Telemundo (en Estados Unidos). La serie es una coproducción colombiana, mexicana, puertorriqueña y estadounidense. 
Ese mismo año tuvo una participación especial en la telenovela La fea más bella y actuó en la exitosa película mexicana Cansada de besar sapos, al lado de Ana Serradilla. El filme no tardó en obtener buenas críticas de distintos medios, que la consideraron una de las mejores comedias contemporáneas hechas en México.
Participó como protagonista en el musical más exitoso e importante de todos los tiempos,Cabaret y demostrando durante dos años consecutivos su talento como cantante y bailarín, al igual que lo había hecho ya en sus musicales anteriores. Para poder interpretar allí al escritor estadounidense Clifford Bradshaw debió rechazar papeles protagónicos en dos telenovelas de Colombia y Perú. 
En 2007 realizó de manera magistral el personaje de Mr. James O’Brian, con lo que impresionó a los telespectadores al hablar español con un marcado acento inglés anglosajón en la telenovela Destilando amor. Su personaje tuvo mucha aceptación por parte del público latinoamericano y estadounidense. Luego fue llamado directamente por el productor Nicandro Díaz González para interpretar a Santiago Elizalde en la telenovela Mañana es para siempre, que logró ser todo un éxito mundial.
En 2009 se convirtió en modelo de pasarela debutando en el desfile «Magia de la Moda Live» en Miami (Estados Unidos). 
En 2010 plasmó sus huellas en la «Plaza de las Estrellas» de la Ciudad de México. 
En 2011 produjo y protagonizó la obra de teatro Cash, convirtiéndose así en el primer dominicano en producir una obra teatral en México. La obra tuvo mucho éxito, por lo que recibió diversos premios. Formó parte del vídeo musical de Mariana Seoane La Malquerida, en donde él fue el protagonista e interés amoroso de la cantante y actriz.
En 2012 interpretó a Santiago Escudero en la exitosa telenovela Por ella soy Eva de la productora Rosy Ocampo. Ese mismo año volvería a destacar al participar como actor en la primera webnovela en la historia mexicana, Te presento a Valentín, producida por Univisión y Televisa.
En 2013 interpretó al príncipe árabe Emir Karim en la telenovela Corazón indomable. Ese mismo año protagonizó la obra de teatro Doce hombres en pugna, donde daba vida al Jurado 12. La obra la escribió el estadounidense Reginald Rose en 1954 y es la obra no musical más taquillera en la historia de Broadway.
El 28 de septiembre de 2013 lanzó a la venta su primer sencillo como cantante a través de iTunes:«Lo que siento por ti» (producción de «Frank Ceara»), que forma parte de la banda sonora de la telenovela Lo que la vida me robó, en la que interpreta al general Refugio Solares.
En 2015 realizó una participación especial para el prestigioso Cirque du Soleil dándole vida al payaso «Mauro», personaje principal de Corteo en uno de sus shows internacionales.

## Funcionario gubernamental
El 16 de agosto de 2020, Carlos de la Mota fue designado mediante el decreto 329-20 del presidente dominicano Luis Abinader como viceministro para las Comunidades Dominicanas en el Exterior, del Ministerio de Relaciones Exteriores; así como también director general del Instituto de Dominicanos y Dominicanas en el Exterior (Index).

## Filmografía completa

### Cine
| Año  | Categoría | Título                 | Participación |
| ---- | --------- | ---------------------- | ------------- |
| 2003 | Película  | Sangre de Cuba         | Actor         |
| 2003 | Película  | Sala de crisis         | Actor         |
| 2005 | Corto     | Yo también te quiero   | Actor         |
| 2006 | Película  | Cansada de besar sapos | Actor         |
| 2014 | Corto     | Buruobu Duel           | Actor         |

### Teatro
| Año       | Categoría                 | Título               | Participación               |
| --------- | ------------------------- | -------------------- | --------------------------- |
| 2003      | Musical                   | Grease               | Actor - Cantante - Bailarín |
| 2003      | Obra                      | Los tres mosqueteros | Actor                       |
| 2003      | Musical                   | Dirty dancing        | Actor - Cantante - Bailarín |
| 2003      | Obra                      | La Trinitaria blanca | Actor                       |
| 2006-2007 | Musical                   | Cabaret              | Actor - Cantante - Bailarín |
| 2011      | Obra                      | Cash                 | Productor - Actor           |
| 2012      | Obra                      | Una noche de pasión  | Actor                       |
| 2013      | Obra                      | 12 hombres en pugna  | Actor                       |
| 2015      | Show del Cirque du Soleil | Corteo               | Actor                       |

### Televisión
| Año       | Categoría  | Título                                        | Participación    | Personaje                |
| --------- | ---------- | --------------------------------------------- | ---------------- | ------------------------ |
| 2002      | Telenovela | Clase 406                                     | Actor            |                          |
| 2002      | Telenovela | Las vías del amor                             | Actor            |                          |
| 2003      | Evento     | Espacio 2003                                  | Anfitrión        |                          |
| 2003      | Programa   | Intercolegial de baile                        | Conductor        |                          |
| 2003      | Programa   | Mañanitas a la virgen                         | Conductor        |                          |
| 2003-2004 | Telenovela | Mariana de la noche                           | Actor            |                          |
| 2004      | Telenovela | Amar otra vez                                 | Actor            |                          |
| 2005      | Serie      | Mujer, casos de la vida real: Héroes anónimos | Actor            |                          |
| 2005      | Telenovela | Piel de otoño                                 | Actor            |                          |
| 2005      | Telenovela | La madrastra                                  | Actor            |                          |
| 2005-2006 | Telenovela | Corazón partido                               | Actor            |                          |
| 2006      | Serie      | Decisiones: Visa de compromiso                | Actor            |                          |
| 2006      | Serie      | Decisiones: Una apuesta especial              | Actor            |                          |
| 2006      | Serie      | Decisiones: Pasiones fingidas                 | Actor            |                          |
| 2006      | Serie      | Decisiones: Adiós para siempre, preciosa      | Actor            |                          |
| 2006-2007 | Telenovela | La fea más bella                              | Actor            | Eduardo Mendoza          |
| 2007      | Telenovela | Destilando amor                               | Actor            | James O'Brien            |
| 2008      | Telenovela | Las tontas no van al cielo                    | Actor            | Raúl de la Parra         |
| 2008-2009 | Telenovela | Mañana es para siempre                        | Actor            | Santiago Elizalde Rivera |
| 2010-2011 | Telenovela | Cuando me enamoro                             | Actor            | Carlos Estrada           |
| 2012      | Telenovela | Por ella soy Eva                              | Actor            | Santiago Escudero        |
| 2013      | Telenovela | Corazón indomable                             | Actor            | Principe Emir Karim      |
| 2013      | Evento     | Flor de la Jícara 2013                        | Anfitrión        |                          |
| 2013-2014 | Telenovela | Lo que la vida me robó                        | Actor - Cantante | Refugio Solares          |
| 2014      | Evento     | Diosas de Plata 2014                          | Anfitrión        |                          |
| 2014-2015 | Telenovela | Hasta el fin del mundo                        | Actor            |                          |
| 2016      | Telenovela | Tres veces Ana                                | Actor            | Valentín Oadilla Lazcano |
| 2017-2018 | Telenovela | Sin tu mirada                                 | Actor            | Dr. Isauro Sotero        |
| 2019-2020 | Telenovela | Médicos, línea de vida                        | Actor            | Dr. Luis Galván          |
| 2021-2022 | Telenovela | Mi fortuna es amarte                          | Actor            | Mario Rivas Acosta       |

### Internet
| Año  | Categoría | Título                 | Participación |
| ---- | --------- | ---------------------- | ------------- |
| 2012 | Webnovela | Te presento a Valentín | Actor         |

### Música
| Año  | Canción              | Lanzamiento | Nota                                            |
| ---- | -------------------- | ----------- | ----------------------------------------------- |
| 2013 | Lo Que Siento Por Ti | 28/09/2013  | Soundtrack: Lo que la vida me robó (telenovela) |

### Vídeos musicales
| Año  | Categoría | Título                                     | Participación                |
| ---- | --------- | ------------------------------------------ | ---------------------------- |
| 2011 | Videoclip | Sorry for Party Rocking (canción de LMFAO) | Actor                        |
| 2012 | Videoclip | La Malquerida (canción de Mariana Seoane)  | Actor                        |
| 2014 | Videoclip | Lo Que Siento Por Ti                       | Productor - Actor - Cantante |

### Publicidad
| Año  | Categoría        | Título                                            | Participación  |
| ---- | ---------------- | ------------------------------------------------- | -------------- |
| 2012 | Campaña Política | Elecciones Presidenciales de República Dominicana | Figura Pública |

## Reconocimientos artísticos

### Premios Califa de Oro (México)
| Año  | Categoría                | Obra/Musical | Resultado |
| ---- | ------------------------ | ------------ | --------- |
| 2006 | Mejor Revelación del Año | Cabaret      | Ganador   |
| 2011 | Mejor Actor Juvenil      | Cash         | Ganador   |

### Premios FAMA (Latinoamérica)
| Año  | Categoría                                                          | Telenovela      | Resultado |
| ---- | ------------------------------------------------------------------ | --------------- | --------- |
| 2007 | Mejor Caracterización Interpretativa (Mención Especial Honorífica) | Destilando amor | Ganador   |

### Premios Gráfica de Oro (México)
| Año  | Categoría                | Telenovela      | Resultado |
| ---- | ------------------------ | --------------- | --------- |
| 2008 | Mejor Revelación del Año | Destilando amor | Ganador   |

### Premios Palmas de Oro (Latinoamérica)
| Año  | Categoría                         | Telenovela             | Resultado |
| ---- | --------------------------------- | ---------------------- | --------- |
| 2008 | Mejor Revelación del Año          | Destilando amor        | Ganador   |
| 2010 | Mejor Protagónico Juvenil del Año | Mañana es para siempre | Nominado  |

### Premios Latino Legacy Awards (Estados Unidos)
| Año  | Categoría                | Telenovela      | Resultado |
| ---- | ------------------------ | --------------- | --------- |
| 2008 | Mejor Revelación del Año | Destilando amor | Ganador   |

### Premios Sol de Oro (México)
| Año  | Categoría          | Obra/Musical | Resultado |
| ---- | ------------------ | ------------ | --------- |
| 2011 | Mejor Obra Teatral | Cash         | Ganador   |

### Premios Micrófono de Oro (México)
| Año  | Categoría          | Obra/Musical | Resultado |
| ---- | ------------------ | ------------ | --------- |
| 2012 | Mejor Obra Teatral | Cash         | Ganador   |

### Premios Fashion Week (República Dominicana)
| Año  | Categoría                                               | Resultado |
| ---- | ------------------------------------------------------- | --------- |
| 2012 | Reconocimiento a la Trayectoria en República Dominicana | Ganador   |

### Premios People en Español (Estados Unidos)
| Año  | Categoría              | Telenovela       | Resultado |
| ---- | ---------------------- | ---------------- | --------- |
| 2012 | Mejor Actor Secundario | Por ella soy Eva | Ganador   |

### Premios TwitAwards (República Dominicana)
| Año  | Categoría                                 | Resultado |
| ---- | ----------------------------------------- | --------- |
| 2013 | Mejor Tuitero Dominicano en el Extranjero | Nominado  |

### Premios TVyEntretenimiento (Latinoamérica)
| Año  | Categoría                  | Telenovela        | Resultado |
| ---- | -------------------------- | ----------------- | --------- |
| 2013 | Mejor Revelación Masculina | Corazón indomable | Ganador   |

### Otros reconocimientos artísticos
| Año  | Reconocimiento                                                                                    | País                 |
| ---- | ------------------------------------------------------------------------------------------------- | -------------------- |
| 2010 | Plasmó sus huellas en la «Plaza de las Estrellas» de la Ciudad de México en octubre               | México               |
| 2012 | Recibió una condecoración como «Visitante Distinguido» en la Ciudad de Santiago de los Caballeros | República Dominicana |
| 2015 | Es nombrado «Huésped Distinguido» de las Fiestas Mexicanas Matamoros                              | México               |

### Logros artísticos personales
Primer dominicano en protagonizar el musical Cabaret y hacerlo durante dos años consecutivos en México.
Primer dominicano en recibir una «Distinción Honorífica» por caracterización interpretativa.
Primer dominicano en actuar en más de 10 telenovelas de Televisa.
Primer dominicano en estampar sus huellas en la «Galería de la Plaza de las Estrellas» en México.
Primer dominicano en montar y producir una obra de teatro en México.
Primer dominicano en estar nominado y ganar como actor un Premio People en Español.
Primer dominicano en coprotagonizar la primera webnovela que transmitió Televisa y Univisión por internet.
Primer dominicano en realizar una gira por todo México con una obra teatral.
Primer dominicano en cantar y actuar en una telenovela de Televisa y de horario estelar.